# 최백호
최백호(崔白虎, 1950년 6월 8일 ~ )는 대한민국의 가수이자 싱어송라이터이다. 호(號)는 산남(山南)이다.
해주 최씨로, 가수 최성수, 탤런트 최불암, 최수종, 최경록 전 육군참모총장과 같은 문중이다.
대표곡으로는 《내 마음 갈 곳을 잃어》, 《낭만에 대하여》가 있다.

## 소속
- (전)서울음악창작소 뮤지스땅스 대장 / 공연기획사 브라소닛

## 생애
독립운동가이자 대한민국 2대 국회의원을 지낸 아버지 최원봉과 초등학교 교사였던 어머니 사이에 1남 2녀 중 막내로 태어났다. 백호라는 이름은 아버지 최원봉 의원의 스승이자 동양철학자였던 예비역 대한민국 육군 중령인 범부 김정설 선생이 지어준 이름이다.
본래는 마라톤 선수였으나, 혹사로 인해 선수를 그만두었다. 그리고 대한민국 육군 사병으로 군 복무하던 중, 결핵에 걸려서 의병 제대하였다. 제대 후 부산 음악살롱 무대를 전전하던 중, 하수영과의 인연으로 서울로 상경하여 가수로 데뷔하였다. 데뷔곡인 《내 마음 갈 곳을 잃어》는 3개월 만에 6,000장이 판매돼 가요계에 최백호의 이름을 알리는 계기가 되었다.
1978년에는 독특한 창법으로 연이은 히트를 하여 정식 데뷔 1년여 만에 톱 가수 반열에 올랐다. 가요제가 한창 무르익을 1979년에는 인기 포크 록 그룹 산울림, 사랑과 평화, 인기 가수 김만준, 전영 등과 함께 대학가에서 폭발적인 인기를 얻으며 가요계를 휩쓸며 주류를 이루던 트로트 가요를 밀어내고 새바람을 일으켰다.
데뷔와 동시에 전성기를 누비던 최백호는 《영일만 친구》라는 곡으로 TBC 방송가요대상 남자가수상을 수상하였다. 1983년에는 《고독》이라는 곡으로 MBC 10대 가수상, KBS 가요대상 남자가수상을 수상하여 정상에 올랐다.
1980년에 배우 김자옥과 결혼했으나 이혼했으며, 김자옥과의 사이에서 자식은 없다. 이혼 후 시련을 겪다가 1984년에 재혼한 후 복귀하였다. 1987년에는 삼각산 경국사에 들어가 가수로서의 마지막 승부를 걸고 작곡에 전념하였지만 1년 후 《시인과 촌장》을 끝으로 1989년 1월에 도미하여 미국 로스앤젤레스에서 잠시 한인방송국인 라디오코리아 DJ로 활동하였다.
1990년 2월에 귀국, 공연 관련 활동을 재개했다. 삶의 허무와 지나간 시간에 대한 미련을 담은 《낭만에 대하여》라는 곡을 1994년에 발표했는데, 1996년작 KBS 드라마 《목욕탕집 남자들》에 삽입되어 선풍적인 인기를 끌며 대중들에게 많은 사랑을 받았다.
2008년부터 SBS 러브FM에서 "낭만시대"라는 프로그램을 진행하고 있다. 2016년에 고향인 부산에 KNN 러브FM이 개국하고 낭만시대가 부산에도 릴레이되자, KNN 로컬 프로그램 진행자와 전화 인터뷰를 갖기도 했다.
2019년부터 공연기획사 브라소닛과 전국투어 콘서트를 진행중이다.

## 음반

### 정규
- 1976년 《내 마음 갈 곳을 잃어/ 내 마음의 노래》
- 1977년 《그쟈/ 입양전야》
- 1979년 《영일만 친구/ 소녀야》
- 1980년 《불나비/ 왜 웃느냐구요》
- 1981년 《너를 사랑해/ 아내에 쓴 마지막 편지》
- 1983년 《바람/ 고독》
- 1984년 《연인의 정/ 작은 잎새》
- 1985년 《가을바다 가을도시/ 하늘》
- 1987년 《작은 연가/ 친구》
- 1988년 《시인과 촌장》
- 1992년 《애비/ 흔적》
- 1994년 《낭만에 대하여/ 남자》
- 1997년 《촛불 하나/ 어이》
- 2000년 《어느 여배우에게/ 세월》
- 2012년 《다시 길 위에서》
- 2013년 《첫사랑》
- 2017년 《불혹》
- 2019년 《7(seven)》
- 2022년 《찰나(刹那)》

### O.S.T
- 2007년 《내 남자의 여자 OST》"사랑은 언제나 고독의 친구였다"
- 2011년 [오늘만 같아라] OST "길"
- 2014년 [가족끼리 왜이래] OST "길 위에서"

## 출연작
- 2009년 MBC 수목미니시리즈 트리플 - 하루 아버지 역
- 2015년 KBS1 사람과 사람들 - 내레이션
- 2021년 KBS1 다큐On 97회 : 우리 점빵 - 내레이션
- 2022년 KBS1 다큐On 143회 : 우리 집에 제비가 산다 - 내레이션
- 2023년 KBS1 다큐On 189회 : 남훈 씨의 각별한 말 사랑 - 내레이션

## 라디오
- 2006년 KBS 제2라디오 《최백호 김민희의 라디오 챔피언》
- 2008년 SBS 러브FM 《최백호의 낭만시대》

## 수상 경력
- 1983년 MBC 10대 가수상, KBS 가요대상 남자가수상
- 1984년 제3회 가톨릭 가요대상
- 1996년 대한민국영상음반대상 본상, KBS 가요대상 작사상
- 2016년 제28회 한국PD대상 출연자상 라디오 진행자 부문 《최백호의 낭만시대》

## 공연
공연기획사 브라소닛과 2019년부터 전국투어 중이다.
- 2019년 5월 4일 밀양아리랑아트센터
- 2019년 5월 11일 포항문화예술회관
- 2019년 7월 21일 원주 백운아트홀
- 2019년 9월 21일 전주 삼성문화회관
- 2019년 9월 28일 부산 KBS홀
- 2019년 10월 18일 서울 세종문화회관
- 2019년 12월 7일 부천실내체육관
- 2019년 12월 13일 충남문예회관
- 2019년 12월 27~28일 강릉아트센터
- 2021년  9월 11일 하남문화예술회관
- 2021년 11월 6일 인천서구문화회관
- 2022년 6월 4일 영천시민회관
- 2022년 11월 19일 안동문화예술의전당
- 2023년 9월 9일 나루아트센터(예정)